# Conseil général du pouvoir judiciaire
Le conseil général du pouvoir judiciaire (en espagnol : Consejo General del Poder Judicial, CGPJ) est l'institution constitutionnelle chargée de la direction du pouvoir judiciaire (es), de la nomination et du contrôle de l'activité professionnelle des juges, et de la supervision de l'activité des cours et tribunaux en Espagne.

## Considérations normatives

### Constitutionnelles
Le conseil général du pouvoir judiciaire (CGPJ) est instauré par les deux derniers alinéas de l'article 122 de la Constitution espagnole de 1978, qui disposent que « Le conseil général du pouvoir judiciaire est l'organe directeur de celui-ci. [...] Il se compose du président du Tribunal suprême et de vingt membres, nommés par le roi pour une période de cinq ans. ». Ils ne contiennent aucune indication concernant l'indépendance du CGPJ ou le contenu de ses missions.

### Légales
Les dispositions les plus précises se retrouvent dans la loi organique 6/1985, du 1er juillet 1985, relative au pouvoir judiciaire. Tout ce qui concerne le Conseil se retrouve au titre II du livre II de la loi, qui réunit cinq chapitres et quarante-deux articles.

## Composition

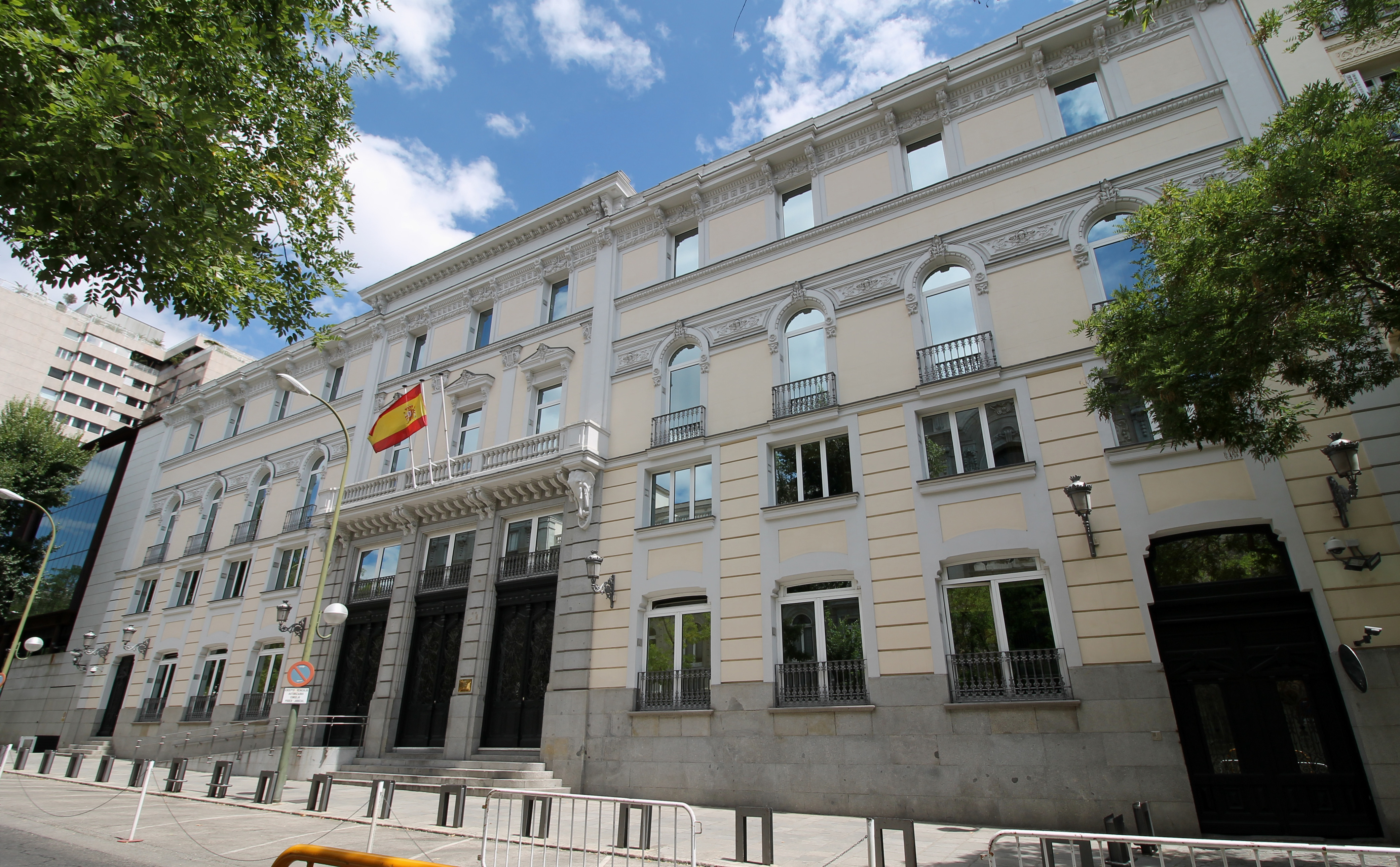
Siège du C.G.P.J., à Madrid.

Conformément à la Constitution, le CGPJ comprend vingt-et-un membres, le président du Tribunal suprême et vingt membres, élus à parité par le Congrès des députés et le Sénat, à la majorité des trois cinquièmes, et nommés par le monarque. La Constitution impose cependant que douze membres soient juges ou magistrats, les huit autres étant des juristes. Le mandat du conseil est de cinq ans.
Les juges et magistrats sont élus à partir d'une liste d'au maximum trente-six noms, composée d'un collège candidats présentés par les associations professionnelles, à proportion de leurs adhérents, et d'un collège de candidat soutenus par au moins 2 % du total des juges et magistrats en service actif. S'il y a trop de candidats dans le collège des indépendants, seuls ceux ayant le plus grand nombre de parrainages peuvent se présenter ; s'il n'y en a pas assez, les places vacantes sont accordées aux associations professionnelles. Une fois la liste complétée, le Congrès des députés, en séance plénière, élit six membres du conseil. Le Sénat se réunit ensuite en séance plénière, et désigne à son tour six membres, sur les trente candidats restant.
Les huit autres membres du CGPJ sont désignés parmi des avocats et des juristes ayant une compétence reconnue, au moins quinze ans d'expérience professionnelle, ne faisant pas partie du conseil sortant ou de ses organes techniques. Ils sont élus, à parité, par chaque assemblée au cours de session de désignation des juges et magistrats.

## Compétences

### Direction du pouvoir judiciaire
Le CGPJ organise la sélection, la formation, le perfectionnement, l'affectation, les mutations, et gère la carrière des juges et magistrats. Il lui revient d'élire, à la majorité des trois cinquièmes de ses membres, le président du Tribunal suprême, qui occupe également la présidence du conseil, et de proposer la nomination des magistrats du Tribunal suprême, des présidents de cour et des autres magistrats. Il assure en outre l'inspection des tribunaux et gère l'école de la magistrature. Il propose, à la majorité des trois cinquièmes, la nomination de deux membres du Tribunal constitutionnel, et est consulté avant la nomination du procureur général de l'État.

### Rapports législatif
Le conseil général est tenu de remettre un rapport sur les avant-projets de loi et autres normes générales de l'État ou des communautés autonomes qui affectent, totalement ou partiellement, la détermination des ressorts judiciaires, la fixation et la modification de l'organisation des juges, magistrats, greffiers et personnels de l'administration judiciaire, le statut organique des juges et magistrats, le statut organique des greffiers et autres personnels de l'administration judiciaire, les règles de procédure ou qui affectent des aspects juridiques et constitutionnels de l'exercice des droits fondamentaux devant les tribunaux, et toute norme autre relative à la constitution, l'organisation, le fonctionnement et la direction des tribunaux, et les lois pénales et normes du régime pénitentiaire. Les assemblées parlementaires et les assemblées législatives régionales pourront également demander des rapports sur des propositions de loi ou amendement entrant dans ces différents domaines.
Le rapport, établi sous trente jours, ou quinze en cas d'urgence, est remis aux Cortes Generales en cas d'avant-projet de loi.

### Rapport d'activité
Tous les ans, le conseil général du pouvoir judiciaire remet aux deux assemblées parlementaires un rapport concernant l'état, le fonctionnement et les activités des tribunaux et du conseil lui-même. Le rapport proposera les mesures que le conseil juge nécessaire pour que la justice accomplisse correctement les tâches que les textes lui assigne. Les parlementaires ont le droit d'organiser un débat, de convoquer le président du CGPJ, et pourront présenter des motions ou poser des questions au conseil, qui devra y répondre.

### Autogestion
Outre la nomination de son secrétaire général et des membres des services dont il a la tutelle, le CGPJ élabore, exécute et contrôle l'exécution de son propre budget. Il peut également adopter des règlements concernant son personnel, son organisation et son fonctionnement, dans le respect de la législation sur la fonction publique.
Il peut également prendre de tels règlements pour assurer, dans des domaines secondaires ou auxiliaires, l'application de la loi organique du pouvoir judiciaire. Les projets de règlement, dans ce domaine, sont soumis à consultation des associations professionnelles de juges et magistrats, au ministère de la Justice et, le cas échéant, aux communautés autonomes.

## Organisation

### Président
Nommé par le roi, sur proposition du conseil à la majorité des trois cinquièmes, il est choisi parmi les juges, magistrats et juristes ayant une compétence reconnue et au moins quinze années d'ancienneté. Il occupe également la présidence du Tribunal suprême. De 1985 à 2013, le président est assisté par un vice-président, élu parmi les membres du CGPJ, à la majorité des trois cinquièmes, et nommé par le monarque.
Représentant du conseil, il convoque, fixe l'ordre du jour et préside les séances de la réunion plénière, à laquelle il soumet les propositions de nomination des magistrats du Tribunal suprême, et de la commission permanente. Il est en outre l'organe supérieur de direction des activités des organes techniques du conseil. Il approuve, par la signature, les décisions de la réunion plénière et de la commission permanente, et a voix prépondérante en cas de partage des votes.

### Réunion plénière
La réunion plénière (Pleno), dont le quorum est de quatorze membres, le président ou son remplaçant inclus, arrête les nominations nécessitant une majorité des deux tiers, qui concernent également les présidents de chambre du Tribunal suprême, les magistrats de ce même tribunal, les présidents des tribunaux supérieurs de justice, et le magistrat du Tribunal suprême qui surveille les activités du Centre national de renseignement (CNI), et les autres nominations discrétionnaires. Il autorise les départs à la retraite en ce qu'ils ne relèvent pas de la commission permanente.
Elle examine les recours en appel contre les décisions des organes directeurs du pouvoir judiciaire et les dossiers de réhabilitation, et approuve les rapports du CGPJ. Chargée de l'audience consultative précédant la nomination du procureur général de l'État, elle établit le budget du conseil, qu'elle exécute et veille à la bonne exécution.

### Commission permanente
La commission permanente est élue tous les ans, à la majorité des trois cinquièmes, par la réunion plénière. Elle comprend le président du conseil et quatre membres, deux membres du corps judiciaires et deux juristes. Le quorum est de trois membres, dont le président.
Elle est chargée de préparer les réunions plénières, et veiller à la bonne exécution de ses décisions, de décider les nominations ne relevant pas de la réunion plénière et d'autoriser le départ à la retraite des juges ou magistrats précités. Elle met également fin aux fonctions des magistrats suppléants et des juges remplaçants, à la fin de la mission ou en cas d'atteinte de la limite d'âge. Il lui revient enfin d'approuver les grades de la carrière judiciaire.

### Commission disciplinaire
La commission disciplinaire est élue pour un an, à la majorité des trois cinquièmes, et comprend cinq membres, trois étant issus du corps judiciaire. Elle élit son propre président et ne peut siéger en l'absence d'un seul de ses membres. Elle instruit les dossiers et impose des sanctions aux juges et magistrats.

### Autres commissions
Le conseil comprend également une commission de qualification, qui contrôle les dossiers des nominations devant être soumis à la réunion plénière, et une commission de l'égalité, qui conseille le CGPJ sur la manière de mieux mettre en œuvre le principe d'égalité des sexes dans le monde judiciaire.

## Histoire

### Crise de renouvellement de 2018
À partir du 4 décembre 2018, les membres du Conseil élus le 4 décembre 2013 voient leur mandat échoir et se trouvent en affaires courantes. Le Parti socialiste ouvrier espagnol (PSOE) et le Parti populaire (PP) étaient pourtant parvenus, trois semaines et demi plus tôt, à un accord pour opérer le renouvellement du CGPJ, mais le porte-parole du groupe populaire au Sénat, Ignacio Cosidó, revendique dans un message à ses collègues qu'avec le futur président, ils « [contrôleront] depuis les coulisses la [chambre pénale du Tribunal suprême] ». La polémique qui s'ensuit génère la rupture du pacte entre les deux grands partis.
Un nouvel accord semble sur le point d'être conclu en 2020, mais le refus du PP d'assumer deux candidats proposés par le PSOE fait, de nouveau, dérailler la négociation. En octobre 2022, le président du Conseil, Carlos Lesmes, démissionne après une tentative de médiation du commissaire européen à la Justice, Didier Reynders, ce qui force le PSOE et le PP à reprendre leurs échanges, qui se soldent finalement par un nouvel échec après que le Parti populaire a dénoncé la volonté du Parti socialiste de réformer les dispositions du Code pénal relatives à la sédition. Au 4 décembre, comptant 18 membres sur les 21 d'origine en raison de la démission de Lesmes, d'un décès et d'un départ à la retraite, le CGPJ atteint le record de quatre ans de gestion des affaires courantes.
À partir de 2021, une réforme soutenue par le gouvernement limite le pouvoir de nomination du CGPJ, lui interdisant de pourvoir aux plus hauts postes de la hiérarchie judiciaire. Cette réforme est amendée un an plus tard, afin de redonner au Conseil le pouvoir de désigner deux des douze juges du Tribunal constitutionnel dont le mandat arrive à échéance.
En juin 2024, le Parti populaire et le Parti socialiste concluent un accord pour permettre le « renouvellement immédiat du CGPJ, comme le recommande la Commission européenne dans son rapport sur l'État de droit relatif à l'Espagne pour 2022 et 2023 ». Cet accord prévoit une « composition absolument équilibrée du CGPJ » et l'interdiction qu'un ministre puisse devenir ensuite procureur général de l'État. Les partenaires gouvernementaux du PSOE se méfient des conséquences de l'accord avec le PP. Quelques jours avant la signature de l'accord, Pablo Fernández Santos, porte-parole de Podemos appelle le PSOE à annuler son projet de renouvellement avec le PP, « sur le point de renverser le gouvernement de Pedro Sánchez. » ERC et EH Bildu montrent des réticences à l'accord.